# Rofelewand
Rofelewand – szczyt w Alpach Ötztalskich, części Centralnych Alp Wschodnich. Leży w Austrii w kraju związkowym Tyrol. Szczyt otaczają lodowce Totenferner i Schweickertferner.
Szczyt można zdobyć drogami ze schroniska Verpeilhütte (2025 m). Pierwszego wejścia dokonali Theodor Petersen, Alois Ennemoser, Josef Kirschner, Gottlieb Rauch, Alois Neururer, K. Neuner, C. Benzien i I. Müller 24 lipca 1873 r.